# Claire Castillon
Pour les articles homonymes, voir Castillon.
Claire Castillon, née le 25 mai 1975 à Boulogne-Billancourt en France, est une écrivaine française. Elle écrit des romans, des nouvelles et des livres pour la jeunesse.

## Biographie
Claire Castillon fait des études de lettres.
En 2000, elle publie un premier roman très remarqué, Le Grenier, aux éditions Anne Carrière. Interrogée sur la violence crue de son écriture, elle répond : « C'est cru et douloureux, donc pas cru et gratuit. Ce n'est pas parler de corps pour parler de corps. C'est parler de douleur ».
En 2002, son roman La Reine Claude fait l'objet d'une critique négative de Philippe Lançon dans Libération :  « Des livres comme celui-là, il en sort vingt par saison et tous ont le même parfum : celui d’une fleur bleue qui se voudrait orchidée, et qui se croit auteur parce que sa plume écorche le corps et frotte l’intimité. ». Le journaliste reçoit quelques mois après un récipient contenant deux testicules d’animaux, avec ce mot : « Fais gaffe à tes couilles ! ». Le journal porte plainte et l'autrice est identifiée grâce à la caméra de vidéosurveillance d’un bureau de poste de Saint-Germain-des-Prés. Elle est interpelée et placée en garde à vue,.
Sa pièce de théâtre La Poupée qui tousse est jouée au théâtre de l'Opprimé en 2003.
En 2004, elle reçoit le Grand Prix Thyde Monnier de la SGDL pour son roman Vous parler d'elle (Fayard 2004).
Au milieu des années 2000, elle travaille avec la réalisatrice Marion Vernoux à une adaptation cinématographique de son roman Je prends racine, adaptation qui ne verra pas le jour.
Son recueil de nouvelles Les Bulles (Fayard, 2010) est mis en scène par Marion Vernoux et joué au théâtre Marigny en 2013.
En 2015, son roman Eux (l'Olivier, 2014) reçoit le Prix Marie-Claire du roman féminin.
Elle anime des ateliers d'écriture au sein de l'association le FIT (une femme un toit) et écrit un article témoignant de la souffrance des femmes dont s'occupe cette association.
Elle écrit des « chroniques d'une jeune mère » dans le magazine Parents,.
Son recueil de nouvelles Insecte (Fayard 2006) est traduit en 25 langues. En 2016, la réalisatrice Elsa Blayau l'adapte en court-métrage.
Son recueil de nouvelles Rebelles, un peu remporte en mai 2018 le prix du concours L'Échappée littéraire des lycéens et apprentis de Bourgogne-Franche-Comté, dans la sélection romans,.
En 2022, elle est lauréate à l'unanimité du prix Vendredi pour son roman jeunesse Les Longueurs (Gallimard Jeunesse). Tandis qu'elle évoquait les violences dont l'emprise conjugales dans Son Empire, ce roman traite des abus, y compris de l'emprise psychologique, exercés par un pédocriminel sur une adolescente.

## Vie privée
Mariée et mère d'une fille, elle vit près de Fontainebleau.
Le journaliste Jérôme Dupuis voit dans son ouvrage La Reine Claude (Stock, 2002) l'évocation de son histoire avec Patrick Poivre d'Arvor, qui ferait lui-même allusion à elle dans son roman La Mort de Don Juan.

## Œuvres

### Romans
- Le Grenier. Paris : Anne Carrière, 2000, 178 p.  (ISBN 2-84337-127-9) Rééd. Le Livre de poche n° 15365, 2002, 186 p.  (ISBN 2-253-15365-6) ; Le Livre de poche n° 15365, 09/2009, 186 p.  (ISBN 978-2-253-15365-8)
- Je prends racine. Paris : Anne Carrière, 2001, 220 p.  (ISBN 2-84337-159-7) Rééd. Le Livre de poche n° 15448, 03/2003, 188 p.  (ISBN 2-253-15448-2)
- La Reine Claude. Paris : Stock, coll. « Stock bleu », 03/2002, 160 p.  (ISBN 2-234-05469-9) Rééd.  le Grand livre du mois, 2002, 160 p.  (ISBN 2-7028-7552-1) ; Le Livre de poche n° 30081, 04/2004, 184 p.  (ISBN 2-253-07286-9)
- Pourquoi tu m'aimes pas ?. Paris : Fayard, 08/2003.  (ISBN 2-213-61665-5) Rééd. Le Livre de poche n° 30331, 06/2005, 219 p.  (ISBN 2-253-10918-5)
- Vous parler d'elle. Paris : Fayard, 08/2004, 180 p.  (ISBN 2-213-62061-X) Rééd. Le Livre de poche n° 30523, 03/2006, 156 p.  (ISBN 2-253-11421-9)
- Dessous, c'est l'enfer. Paris : Fayard, 08/2008, 229 p.  (ISBN 978-2-213-63517-0) Rééd. Le Livre de poche n° 31621, 01/2010, 217 p.  (ISBN 978-2-253-12802-1)
- Les Cris. Paris : Fayard, 01/2010, 189 p.  (ISBN 978-2-213-63867-6) Rééd. Le Livre de poche n° 32180, 05/2011, 148 p.  (ISBN 978-2-253-15707-6)
- Les Merveilles. Paris : Grasset, coll. « Ceci n'est pas un fait divers », 01/2012, 236 p.  (ISBN 978-2-246-78585-9) Rééd. Le Livre de poche n° 33071, 08/2013, 188 p.  (ISBN 978-2-253-16940-6)
- Eux. Paris : L’Olivier, 03/2014, 144 p.  (ISBN 978-2-8236-0365-1) Prix Marie Claire du Roman féminin 2014. Rééd. Points n° 4076, 04/2015, 132 p.  (ISBN 978-2-7578-5195-1)
- Les Pêchers. Paris : L’Olivier, 09/2015, 202 p.  (ISBN 978-2-8236-0790-1) Rééd. Points n° 4683, 11/2017, 160 p.  (ISBN 978-2-7578-6129-5)
- Ma grande. Paris : Gallimard, coll. « La Blanche », 04/2018, 145 p.  (ISBN 978-2-07-278625-9) Rééd. Gallimard, coll. « Folio » n° 6749, 01/2020, 172 p.  (ISBN 978-2-07-288864-9)
- Marche blanche. Paris : Gallimard, coll. « La Blanche », 01/2020, 166 p.  (ISBN 978-2-07-284043-2) Rééd. Gallimard, coll. « Folio » n° 6987, 10/2021, 199 p.  (ISBN 978-2-07-293659-3)
- Son empire. Paris : Gallimard, coll. « La Blanche », 08/2021, 158 p.  (ISBN 978-2-07-294983-8)

### Recueils de nouvelles
- Insecte. Paris : Fayard, 01/2006, 160 p.  (ISBN 2-213-62506-9) Rééd. France loisirs, coll. « Piment », 2006, 134 p.  (ISBN 2-7441-9543-X) ; Le Livre de poche n° 30757, 03/2007, 150 p.  (ISBN 978-2-253-11867-1) ; Points n° 4284, 05/2016, 133 p.  (ISBN 978-2-7578-6173-8)
- On n'empêche pas un petit cœur d'aimer. Paris : Fayard, 01/2007, 156 p.  (ISBN 978-2-213-63059-5) Rééd. le Grand livre du mois, 2006, 156 p.  (ISBN 978-2-286-02418-5) ; Le Livre de poche n° 31082, 09/2008, 148 p.  (ISBN 978-2-253-12258-6) ; Points n° 4695, 11/2017, 126 p.  (ISBN 978-2-7578-6181-3)
- Les Bulles (recueil de 38 nouvelles). Paris : Fayard, 2010, 191 p.  (ISBN 978-2-213-65433-1) Rééd. Le Livre de poche n° 32494, 03/2011, 160 p.  (ISBN 978-2-253-15979-7)
- Les Couplets. Paris : Grasset, 04/2013, 202 p.  (ISBN 978-2-246-80397-3) Rééd. Le Livre de poche n° 33810, 07/2015, 208 p.  (ISBN 978-2-253-19427-9)
- Les Messieurs. Paris : L'Olivier, 05/2016, 163 p.  (ISBN 978-2-8236-0491-7) Rééd. Points n° 4588, 05/2017, 130 p.  (ISBN 978-2-7578-6629-0)
- Rebelles, un peu. Paris : L'Olivier, 05/2017, 201 p.  (ISBN 978-2-8236-1153-3) Rééd. Points n° 4797, 05/2018, 176 p.  (ISBN 978-2-7578-7140-9).
Prix L'Échappée littéraire des lycéens et apprentis de Bourgogne-Franche-Comté 2018. Sélection 2018-2019 du Prix littéraire des lycéens et apprentis de la région Provence-Alpes-Côte d'Azur[22]

### Collectifs
- 48 h au Lutetia : 8 auteurs écrivent sur le thème du sommeil. Paris : Scali, 06/2005, 153 p.  (ISBN 2-35012-021-X)
- Écrire au réveil, dans Le Petit Livre des plaisirs : 50 façons de goûter la vie / par Christophe André et 25 auteurs ; photographies de Sandrine Expilly. Paris : Psychologies, sd, p. 63.

### Nouvelles
- Le Mâle en moi, supplément au n° 720 de Marie Claire, coll. « Les nouvelles érotiques de l’été » n° 2 : La Volupté, août 2012.
- Les Moitiés, supplément de la revue Vogue n° 929, août 2012, 62 p.
- L'Œil, « Collection blanche », Gallimard, 2023, 192 p.  (ISBN 9782073025609)

### Romans jeunesse
- Tous les matins depuis hier. Paris : École des loisirs, coll. « Neuf », 03/2013, 179 p.  (ISBN 978-2-211-21268-7) [23].
- Un maillot de bain une pièce avec des pastèques et des ananas. Paris : École des loisirs, coll. « Neuf », 02/2014, 179 p.  (ISBN 978-2-211-21665-4)
- Tu es mignon parce que tu es un peu nul. Paris : École des loisirs, coll. « Neuf », 10/2014, 190 p.  (ISBN 978-2-211-21970-9)
- Cucu. Paris : École des loisirs, coll. « Neuf », 04/2015, 178 p.  (ISBN 978-2-211-22124-5)
- Y a-t-il quelqu'un dans Casimir ?. Paris : École des loisirs, coll. « Neuf », 04/2016, 152 p.  (ISBN 978-2-211-22787-2)
- Les Piqûres d'Abeille. Paris : Flammarion jeunesse, 04/2017, 150 p.  (ISBN 978-2-08-140664-3)
- Proxima du Centaure. Paris : Flammarion jeunesse, 02/2018, 222 p.  (ISBN 978-2-08-142143-1)
- Miss Crampon. Paris : Flammarion jeunesse, 01/2019, 202 p.  (ISBN 978-2-08-143657-2) Rééd. Flammarion jeunesse, 03/2022, 202 p.  (ISBN 978-2-08-025295-1)
- River. Paris : Gallimard jeunesse, coll. « Scripto », 09/2019, 184 p.  (ISBN 978-2-07-512836-0) Rééd. Gallimard jeunesse, coll. « Pôle fiction », 10/2021, 192 p.  (ISBN 978-2-07-516158-9)
- L’Âge du fond des verres. Paris : Gallimard jeunesse, 01/2021, 176 p.  (ISBN 978-2-07-514368-4)
- Les Longueurs. Paris : Gallimard jeunesse, coll. « Scripto », 01/2022, 185 p.  (ISBN 978-2-07-515286-0)